# 통모자이끼과
통모자이끼과(Encalyptaceae)는 통모자이끼목에 속하는 이끼과의 하나이다. 2개 속으로 이루어져 있다. 이전에는 브리오바르트라미아속(Bryobartramia)도 포함했으나 현재는 별도의 과로 분류하고 있다.

## 하위 속
- 브리오브리토니아속 (Bryobrittonia)
- 통모자이끼속 (Encalypta)